# Dugolančani-3-hidroksiacil-KoA dehidrogenaza
Dugolančani-3-hidroksiacil-KoA dehidrogenaza (EC 1.1.1.211, beta-hidroksiacil-KoA dehidrogenaza, dugolančani 3-hidroksiacil koenzim A dehidrogenaza, LCHAD) je enzim sa sistematskim imenom dugolančani-(S)-3-hidroksiacil-KoA:NAD+ oksidoreduktaza. Ovaj enzim katalizuje sledeću hemijsku reakciju
()-3-hidroksiacil-KoA dugog lanca + + {\displaystyle \rightleftharpoons } 3-oksoacil-KoA dugog lanca + +
Ovaj enzim je prečišćen iz mitohondrijske unutrašnje membrane. Oni ima preferenciju za dugolančane supstrate. Njegova aktivnost na C16 supstratu je 6- do 15-puta veća od nego na C4 supstratu (cf. EC 1.1.1.35, 3-hidroksiacil-KoA dehidrogenaza).

## Literatura
- Nicholas C. Price; Lewis Stevens (1999). Fundamentals of Enzymology: The Cell and Molecular Biology of Catalytic Proteins (Third изд.). USA: Oxford University Press. ISBN 019850229X.
- Eric J. Toone (2006). Advances in Enzymology and Related Areas of Molecular Biology, Protein Evolution (Volume 75 изд.). Wiley-Interscience. ISBN 0471205036.
- Branden C; Tooze J. Introduction to Protein Structure. New York, NY: Garland Publishing. ISBN 0-8153-2305-0.
- Irwin H. Segel. Enzyme Kinetics: Behavior and Analysis of Rapid Equilibrium and Steady-State Enzyme Systems (Book 44 изд.). Wiley Classics Library. ISBN 0471303097.

## Spoljašnje veze
- Long-chain-3-hydroxyacyl-CoA+dehydrogenase на 